# 34498 Aaronhannon
34498 Aaronhannon este o planetă minoră (asteroid) din centura de asteroizi. A fost descoperită pe 24 septembrie 2000 la Experimental Test Site⁠(d) de Lincoln Near-Earth Asteroid Research. 
Obiectul prezintă o orbită caracterizată de o semiaxă mare de 2,791593 UAi, o excentricitate de 0,15, o înclinație de 1,96223 ° în raport cu ecliptica.